# Campeonato Panamericano de Béisbol Sub-14 de 1996
El Campeonato Panamericano de Béisbol Sub-14 de 1996 con categoría Juvenil A, se disputó en México en 1996. El oro se lo llevó Cuba por primera vez.

## Equipos participantes
- Argentina
- Brasil
- Canadá
- Cuba
- Ecuador
- Estados Unidos
- Honduras
- México

## Resultados
| Posición | Selección      |
| -------- | -------------- |
|          | Estados Unidos |
|          | Brasil         |
|          | Cuba           |
| 4°       | Canadá         |
| 5°       | México         |
| 6°       | Honduras       |
| 7°       | Argentina      |
| 8°       | Ecuador        |